# McNabb (Illinois)
McNabb es una villa ubicada en el condado de Putnam en el estado estadounidense de Illinois. En el Censo de 2010 tenía una población de 285 habitantes y una densidad poblacional de 552,96 personas por km².

## Geografía
McNabb se encuentra ubicada en las coordenadas 41°10′39″N 89°12′36″O / 41.17750, -89.21000. Según la Oficina del Censo de los Estados Unidos, McNabb tiene una superficie total de 0.52 km², de la cual 0.52 km² corresponden a tierra firme y (0%) 0 km² es agua.

## Demografía
Según el censo de 2010, había 285 personas residiendo en McNabb. La densidad de población era de 552,96 hab./km². De los 285 habitantes, McNabb estaba compuesto por el 95.79% blancos, el 0.35% eran afroamericanos, el 0% eran amerindios, el 0% eran asiáticos, el 0.35% eran isleños del Pacífico, el 1.4% eran de otras razas y el 2.11% pertenecían a dos o más razas. Del total de la población el 2.11% eran hispanos o latinos de cualquier raza.